# 盘龙街道
盘龙街道，是中华人民共和国重庆市云阳县下辖的一个乡镇级行政单位。

## 行政区划
盘龙街道下辖以下地区：
盘石社区、龙安社区、长安村、柳桥村、阳明村、龙水村、四民村、永兴村、永安村、石楼村、古桑村、革岭村、亲睦村、革新村、黑马村、石狮村、青春村、帽合村、三龙村、双龙村、金龙村、腾龙村、旺龙村和活龙村。